# 龍と娘
龍と娘（りゅうとむすめ）は、デンマーク西ユラン地方（地方行政区画では中央ユラン地域もしくは南デンマーク地域の西部地域に相当する）の伝承である。本伝承はヨーロッパ圏に古く伝わるワーム型ドラゴンの伝説の一つでもある。なお参考文献を除き「竜」の表記で統一する。

## 物語の概要
父親が木の実を拾ってきて娘に与えた。その木の実の中には1匹の虫が入っていた。娘がその虫を大事に育てたところなんと巨大な竜に成長したが、娘には竜を追い払うことは出来なかった。「竜と島へ行くように」との助言に従い、娘は竜と共に島へと旅立った。最初に着いた島には丘がなかったので、さらにロンエー島（ロン島）の北のはずれへ移動した。数年後には、丘のある場所「ハル」へ移り住んだ。この時からそこは「竜の丘（レンホイ）」と呼ばれるようになったという。

## 補説
デンマーク語には竜を表す言葉が2種類がある。一つは「ワーム」に相当する「lindorm」（レンオアム）であり、もう一つは「ドラゴン」に相当する「Drage」（ドラーウェ）である。また、レンオアムはスカンディナヴィアに古くから伝えられている、蛇のような姿の生き物とされている。いっぽう、ドラーウェはギリシア語やラテン語にある概念から生まれた生き物だと考えられている。北欧の古い文献において翼の生えた竜という存在は、『巫女の予言』（古エッダ）に初めて登場するが、それ以前の、たとえばシグルズの竜退治を描いたルーン石碑では、竜は蛇のような姿で表現されている。
また、「orm」（オアム）はデンマークで蛇・虫という意味であり、同時にワームという意味にもなる。成長して「lindorm」（レンオアム）と原典では記載されている。この『竜と娘』はレンオアムの登場する話である。

## 資料
- Evald Tang Kristnsen: "Danske Sagn" Arhus, 1893, Vol.2, E, No.28, p.183.（「デンマークの伝説」）

話者：アーネ・キアスティーネ・レフスゴー。調査地：レズィング。採者：クレステンセン（デンマークの民俗学者）（「世界の龍の話」出典12頁、本文175頁より）